# Генрієтта (Північна Кароліна)
Генрієтта (англ. Henrietta) — переписна місцевість (CDP) в США, в окрузі Рутерфорд штату Північна Кароліна. Населення — 395 осіб (2020).

## Географія
Генрієтта розташована за координатами 35°15′28″ пн. ш. 81°48′16″ зх. д. / 35.25778° пн. ш. 81.80444° зх. д. (35.257827, -81.804409).  За даними Бюро перепису населення США в 2010 році переписна місцевість мала площу 1,52 км², з яких 1,51 км² — суходіл та 0,01 км² — водойми.

## Демографія
Згідно з переписом 2010 року, у переписній місцевості мешкала 461 особа в 193 домогосподарствах у складі 120 родин. Густота населення становила 303 особи/км².  Було 236 помешкань (155/км²).
Расовий склад населення:
| - 76,6 % — білих - 14,3 % — чорних або афроамериканців - 0,4 % — азійців - 6,3 % — осіб інших рас |

До двох чи більше рас належало 2,4 %. Частка іспаномовних становила 10,8 % від усіх жителів.
За віковим діапазоном населення розподілялося таким чином: 23,4 % — особи молодші 18 років, 56,6 % — особи у віці 18—64 років, 20,0 % — особи у віці 65 років та старші. Медіана віку мешканця становила 40,7 року. На 100 осіб жіночої статі у переписній місцевості припадало 88,2 чоловіків;  на 100 жінок у віці від 18 років та старших — 92,9 чоловіків також старших 18 років.
За межею бідності перебувало 52,9 % осіб, у тому числі 68,8 % дітей у віці до 18 років та 0,0 % осіб у віці 65 років та старших.
Цивільне працевлаштоване населення становило 119 осіб. Основні галузі зайнятості: мистецтво, розваги та відпочинок — 58,0 %, роздрібна торгівля — 11,8 %, науковці, спеціалісти, менеджери — 10,9 %, будівництво — 10,9 %.